# 呼吉尔图诺尔
呼吉尔图诺尔是一个位于中国内蒙古自治区呼伦贝尔市陈巴尔虎旗东乌珠尔苏木境内的盐湖，面积约为1.94平方千米，属于蒙新高原区。它的一级流域为内流区诸河，二级流域为呼伦贝尔内流区。
呼吉尔图诺尔位于东乌珠尔苏木政府驻地西北约7千米，海拉尔河右岸的洼地中，据《中国湖泊志》附录中的记录，呼吉尔图诺尔水位582米，湖长4.0千米，最大宽1.1千米，平均宽0.7千米，面积2.9平方千米。